# Tenjin matsuri
Le Tenjin matsuri (天神祭) est un festival important d'Osaka ; il est l'un des trois grands festivals du Japon avec le Gion matsuri et le Kanda matsuri.
Le festival se tient le 24 et le 25 juillet chaque année, près du sanctuaire Ōsaka Tenman-gū à Osaka, pour souhaiter la protection de l'étude et de l'art.
Le festival est connu pour ses stands situés à côté de la rivière Okawa, son très grand feu d'artifice au-dessus de la rivière, et son défilé où environ 3 000 personnes portent des vêtements du style de la cour impériale du VIIIe au XIIe siècle et marchent à côté de sanctuaires portatifs. Cent chars défilent lors du festival ; il y a également un char uniquement réservé aux femmes.
On peut aussi voir une danse légère, qui s’appelle le Danjiri-bayashi. Elle est dansée sur des bateaux qui portent également des petits temples illuminés.
C'est un festival sous la protection du sanctuaire de Tenmangu dédié à Sugawara no Michizane, le dieu des études et des arts, qui était un savant et homme politique de l’époque de Heian au Japon.